# Manlio Brosio
Manlio Brosio (Turim, 10 de julho de 1897 - 14 de março de 1980) foi um advogado, diplomata e político italiano, que foi o quarto secretário-geral da Organização do Tratado do Atlântico Norte, entre 1964 e 1971.
Brosio nasceu em Turim e estudou direito na Universidade de Turim. Durante a Primeira Guerra Mundial, serviu nos Alpini, regimento de elite do Exército Italiano, como oficial de artilharia. Depois da guerra, completou o curso e em 1920 entrou na política. Mais tarde a sua atividade política foi impedida por causa da sua oposição ao fascismo.
Durante a Segunda Guerra Mundial, após a invasão da Itália em 1943, Brosio passou a ter uma vida clandestina e tornou-se membro do Comité de Libertação Nacional. Após a guerra reentrou na vida política e tornou-se vice-primeiro-ministro e em 1945, ministro da Defesa.
Em janeiro de 1947 Brosio foi o primeiro embaixador italiano na União Soviética e envolveu-se na elaboração de um tratado de paz entre os dois países. Em 1952 foi nomeado embaixador da Itália no Reino Unido, depois nos Estados Unidos (1955), e entre 1961-1964 foi embaixador em França.
Em 12 de maio de 1964 o conselho da NATO escolheu Brosio para suceder a Dirk Stikker como seu secretário-geral. Renunciou ao cargo em 3 de setembro de 1971. Em 29 de setembro do mesmo ano, o presidente Richard Nixon dos Estados Unidos atribuiu-lhe a Medalha Presidencial da Liberdade.
Brosio morreu em Turim em 14 de março de 1980.